# باشگاه فوتبال درهام تاون
باشگاه فوتبال درهام تاون (به انگلیسی: Dereham Town Football Club) یک باشگاه فوتبال در شهر درهام، کشور انگلستان است که در سال ۱۸۸۴ میلادی تأسیس شده‌است.